# Doryctes germanicus
Doryctes germanicus är en stekelart som beskrevs av Sergey A. Belokobylskij 2001. Doryctes germanicus ingår i släktet Doryctes och familjen bracksteklar. Inga underarter finns listade i Catalogue of Life.